# Enes Hakan Tokyay
Enes Hakan Tokyay (* 9. November 1975 in Hamm) ist ein deutscher Regisseur und Kameramann.
Er war Absolvent der Hochschule der Medien Stuttgart und nahm an mehreren internationalen Produktionen als Regisseur und Kameramann teil. Seine Arbeiten wurden u. a. bei Channel 7, Discovery Channel, ZDF und CNN Türk gesendet.

## Biographie/Filmographie
Enes Hakan Tokyay drehte vor seinem Studium Filme auf Super 8 und Video. Nach dem Studium der audiovisuellen Medien an der Hochschule der Medien in Stuttgart, war er als freier Kameramann und Regisseur für diverse Industriefirmen tätig und drehte Dokumentar- und Langfilme.
Ab 2005–2006 drehte er als Regisseur und Kameramann die zweite Staffel der Dokumentarfilm-Reihe Women in Islamic Countries. Diese Doku-Reihe erstreckte sich über 14 Länder, wurde in mehreren Ländern gesendet und auf verschiedenen Filmfestivals gezeigt.
2006 war er für die historische Doku-Fiction Hayme Ana engagiert. 2007 drehte er während des Krieges im Libanon den Dokumentarfilm Der Libanonkrieg.

## Filmografie
- „Toasted“ (Kurzfilm, 2001)
- „Die schwere Schuld“ (Kurzfilm, 2002)
- „Ich liebe Dich“ (Kurzfilm, 2003)
- „Internationaler Bund - Mehr als eine Chance“ (Werbefilm, 2003)
- „Stuttgarter Scorpions - Scorpion“ (Imagefilm, 2004)
- „Ich in der Calwerstraße“ (Kurzfilm, 2004)
- „Der verlorene Sohn“ (Kurzfilm, 2004)
- „Tagebuch von Melek“ (Kurzfilm, 2004)
- „Wie schmeckt das Leben?“ (Kurzfilm, 2004)
- „Frauen in islamischen Ländern/Women in Islamic Countries“ (Fünf Dokumentarfilme, 2005/2006, als Regisseur und Kameramann)
- „Skorbut - 9 Lives Later“ (2006, Musikvideo, Director of Photography)